# Eburodacrys sexmaculata
Eburodacrys sexmaculata là một loài bọ cánh cứng trong họ Cerambycidae.